# مفصل إنشائي

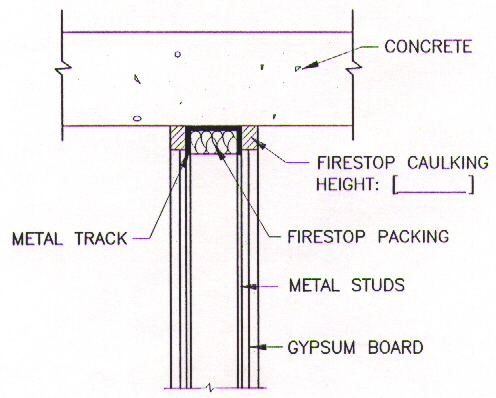
توضيح المفاصل الانشائيه

المفاصل الإنشائية وتشمل جميع المفاصل التي يتطلب عملها في الأرضيات والسقوف والأعتاب والاتصالات بين الأجزاء البنائية المختلفة وحسب المراحل الانشائية لتنفيذ طريق كصب أرضية خرسانية مسلحة بمرحلتين إن دعت الظروف وذلك بعمل مفصل إنشائي في الموقع الصحيح.

## موقع المفصل الإنشائي
تعمل المفاصل الإنشائية في المواقع التي تكون فيها قوى القص قليلة حيث يقع في وسط فضاء الأرضيات والأعتاب والعوارض التي يسند عليها عتباً والعارضة التي يسند عليها عتب يكون موقع مفصلها الإنشائي على بعد يساوي ضعف عرض هذا العتب من وسط العارضة”.

## أنواع المفاصل الإنشائية
- مفصل إنشائي في الأرضيات والسقوف ذو فراغ بمقطع مستطيل مستمر في قسمه العلوي يملأ بمادة قيرية أو أي مادة أخرى قابلة للإنضغاط ويستمر تسليح الأرضية إن وجد في موقع المفصل ويعتبر المفصل ذو فصل جزئي.
- مفصل إنشائي في الأرضيات ذو الفصل الجزئي حيث يضاف بعض التسليح في موقع المفصل لتقوية الأرضية وزيادة مقامتها للنزول الجزئي وكما يضاف الإملاء القيري في أعلى المفصل وشريط خشبي بمقطع مثلث أسفله والتسليح المضاف يكون بمسافات متساوية يربطه التسليح عرضي ويجلس في موقعه من المفصل على أرجل من إمتداد التسليح المضاف.
- مفصل إنشائي بإضافة سداد مطاطي أو معدني مقاوم للصدأ كالنحاس في وسط المفصل للارضيات والمنشآت المائية لمنع تسرب الرطوبة أو الماء من خلال المفصل.
- مفصل إنشائي بإضافة مقطع إملاء قيري من الأعلى وسداد مطاطي مع شريط مثلثي من المطاط أو الخشب من الأسفل.
- مفصل إنشائي بمقطع غير مستقيم يسمى بالمفصل المفتاحي وذلك لتقوية الربط بين أجزاء الوحدة البنائية في موقع المفصل وكذلك لزيادة مسار الماء وعرقلته في حالة تسرب الماء من خلال المفصل.
- مفصل إنشائي ذو لب خشبي أو إملاء قيري مع سداد معدني أو مطاطي في وسط المفصل يستعمل الورق السميك أو غيره كقالب لضبط استقامة وجه المفصل”.[3]